# حسین قدسی‌نژاد
حسین قدسی‌نژاد مشهور به کارلوس (زادهٔ ۱۳۳۵ – درگذشتهٔ ۱۶ فروردین ۱۴۰۰) خوانندهٔ اهل ایران بود. از او با عنوان «الویس پرسلی جنوب ایران» یاد کرده‌اند.

## زندگی‌نامه
حسین قدسی‌نژاد، سال ۱۳۳۵ در محلهٔ سریک بندرعباس متولد شد. او از سال‌های ابتدایی دههٔ ۱۳۵۰، همکاری خود را با رادیو آغاز و نخستین آثار هنری خود را منتشر کرد. وی در سال ۱۳۵۰، همزمان با تحصیل در دبیرستان، به همراه چند نفر از دوستانش گروه موسیقی «وامپیرز» (خفاش‌ها) را تشکیل داد و به عنوان خوانندهٔ گروه فعالیت‌های خود را ادامه داد. این گروه پس از مدتی با عنوان گروه موسیقی «لیوا» به اجرای برنامه‌های متعدد پرداخت. در سال ۱۳۵۵ نخستین آثار این گروه منتشر شد که در آن میان، ترانهٔ «یار جغلو» با خوانندگی حسین قدسی‌نژاد از شهرت بیشتری برخوردار شد. قدسی‌نژاد در آن زمان، به همراه گروه لیوا، ۲ آلبوم موسیقی منتشر کرد.
حسین قدسی‌نژاد پس از انقلاب ۱۳۵۷ ایران، مدتی از فعالیت‌های موسیقی بازماند. او در سال ۱۳۶۰ ازدواج کرد و پدرِ ۴ فرزند شد. در سال ۱۳۷۸ گروه موسیقی «مامبو لیوا» توسط محمد محترم‌پناه و حسین گردین، با خوانندگی حسین قدسی‌نژاد تشکیل شد و او دوباره به صحنهٔ موسیقی بازگشت. این گروه با پشتوانهٔ موسیقی محلی هرمزگان، با استفاده از سازهای غربی و سبک‌هایی نظیر بلوز، رگی و راک، آثار خود را به اجرا درآورد. گروه مامبو لیوا در سال ۱۳۹۸ پس از اجرای کنسرت‌های متعدد و یک استراحت چندساله، در شهر استکهلم سوئد به روی صحنه رفت. حسین قدسی‌نژاد همچنین کنسرت‌های متعددی به نفع کودکان یتیم و بیماران سرطانی در بندرعباس و تهران برگزار کرد.وی در فیلم‌های مستند چی چکا قصه شب و دینگو مارو حضور داشته‌است.

## درگذشت
حسین قدسی‌نژاد در ۱۶ فروردین سال ۱۴۰۰، پس از ۱۳ روز بستری و بیهوشی در بیمارستان خلیج فارس بندرعباس، به دلیل مشکلات تنفسی در سن ۶۵ سالگی درگذشت. پیکر حسین قدسی‌نژاد، ۱۷ فروردین ۱۴۰۰ در قطعهٔ هنرمندان آرامستان بندرعباس تشییع و به خاک سپرده شد.